# Brooke-Hörnchen
Das Brooke-Hörnchen (Sundasciurus brookei) ist eine Hörnchenart aus der Gattung der Sunda-Baumhörnchen (Sundasciurus). Es ist auf Borneo verbreitet.

## Merkmale
Das Brooke-Hörnchen erreicht eine Kopf-Rumpf-Länge von etwa 15,1 bis 16,8 Zentimetern bei einem Gewicht von etwa 115 bis 132 Gramm. Der Schwanz wird 12,0 bis 13,6 Zentimeter lang und ist damit etwas kürzer als der restliche Körper. Die Tiere sind oberseits gesprenkelt braun. Die Bauchseite besteht aus grauen Haaren mit weißen Haarspitzen. Zwischen den Hinterbeinen befindet sich ein orangefarbener Fleck und der Schwanz ist gestreift.

## Verbreitung
Das Brooke-Hörnchen kommt im nördlichen und zentralen Borneo in den malaiischen Bundesstaaten Sarawak und Sabah sowie dem indonesischen Kalimantan in mittleren Höhenlagen von 600 bis 1500 Metern vor.

## Lebensweise
Über die Lebensweise des Brooke-Hörnchens liegen nur sehr wenige Daten vor. Es ist tagaktiv und bewohnt die hohen Wälder des Berglandes von Borneo, wobei es vor allem in den Bäumen lebt und nur selten am Boden anzutreffen ist.

## Systematik
Das Brooke-Hörnchen wird als eigenständige Art innerhalb der Gattung der Sunda-Baumhörnchen (Sundasciurus) eingeordnet, die – je nach Autor – aus 15 bis 17 Arten besteht. Die wissenschaftliche Erstbeschreibung stammt von Oldfield Thomas aus dem Jahr 1892, der die Art anhand von Individuen vom Mount Dulit in Sarawak, Borneo, beschrieb.
Innerhalb der Art werden neben der Nominatform keine Unterarten unterschieden.
Die Art ist nach Charles Johnson Brooke benannt, der 1868 den Fürstenstatus eines Weißen Raja in Sarawak erhielt.

## Status, Bedrohung und Schutz
Das Brooke-Hörnchen wird von der International Union for Conservation of Nature and Natural Resources (IUCN) als nicht gefährdet (Least concern) eingeordnet. Begründet wird dies vor allem mit der vermutet großen und stabilen Population der Art im Nationalpark Kinabalu. Es wird als generell selten eingeschätzt, kommt jedoch als Hochlandart vor allem in Gebieten vor, die von starken Lebensraumveränderungen durch die Abholzung und Nutzungsänderung von Wäldern auf Borneo wenig betroffen sind. Potenziell bestandsgefährdende Bedrohungen sind nicht bekannt, nur um den Mt. Kinabalu kommt es aufgrund von Lebensraumveränderungen zu Beeinträchtigungen.

## Belege
1. 1 2 3 4 5  Richard W. Thorington Jr., John L. Koprowski, Michael A. Steele: Squirrels of the World. Johns Hopkins University Press, Baltimore MD 2012; S. 183. ISBN 978-1-4214-0469-1
2. 1 2 3 4  Sundasciurus brookei in der Roten Liste gefährdeter Arten der IUCN 2014.2. Eingestellt von: D. Lunde, K. Aplin, 2008. Abgerufen am 2. Januar 2015.
3. 1 2 3  Sundasciurus brookei In: Don E. Wilson, DeeAnn M. Reeder (Hrsg.): Mammal Species of the World. A taxonomic and geographic Reference. 2 Bände. 3. Auflage. Johns Hopkins University Press, Baltimore MD 2005, ISBN 0-8018-8221-4.
4. ↑  Beolens, Watkins & Grayson: The Eponym Dictionary of Mammals. Johns Hopkins University Press, Baltimore 2009, ISBN 978-0-8018-9304-9, S. 57 (Brooke).